# Dallas Phillips
Dallas Phillips es un personaje ficticio de la serie de televisión australiana Home and Away, interpretada por la actriz Emma Griffin desde el 3 de noviembre del 2011 hasta el 17 de febrero del 2012.

## Biografía
Dallas aparece por primera vez en la fiesta de graduación de los estudiantes de secundaria de Summer Bay. Ahí Xavier Austin revela que el apodo de Dallas es "asesina de vírgenes". Inmediatamente después de verlo en la fiesta Dallas se siente atríada por Dexter Walker e intenta coquetearle durante toda la noche, sin embargo aunque Dex se resiste al final Dallas termina besándolo pero la novia de Dex, April Scott los ve y aunque el intenta explicarle lo que pasó April termina la relación. 
Más tarde cuando Dexter se encuentra con ella en el hospital descubre que Dallas tiene un hijo de tres años llamado, William y decide ayudrla a encontrar un lugar en donde vivir que sea más apropiado que su coche.